# 纽芬兰布罗布
纽芬兰布罗布（英语：Newfoundland Blob）是指2001年在加拿大纽芬兰海滩发现的神秘生物尸体。在2002年，纽芬兰布罗布被确认是严重腐败的抹香鲸尸体。